# Dospělost

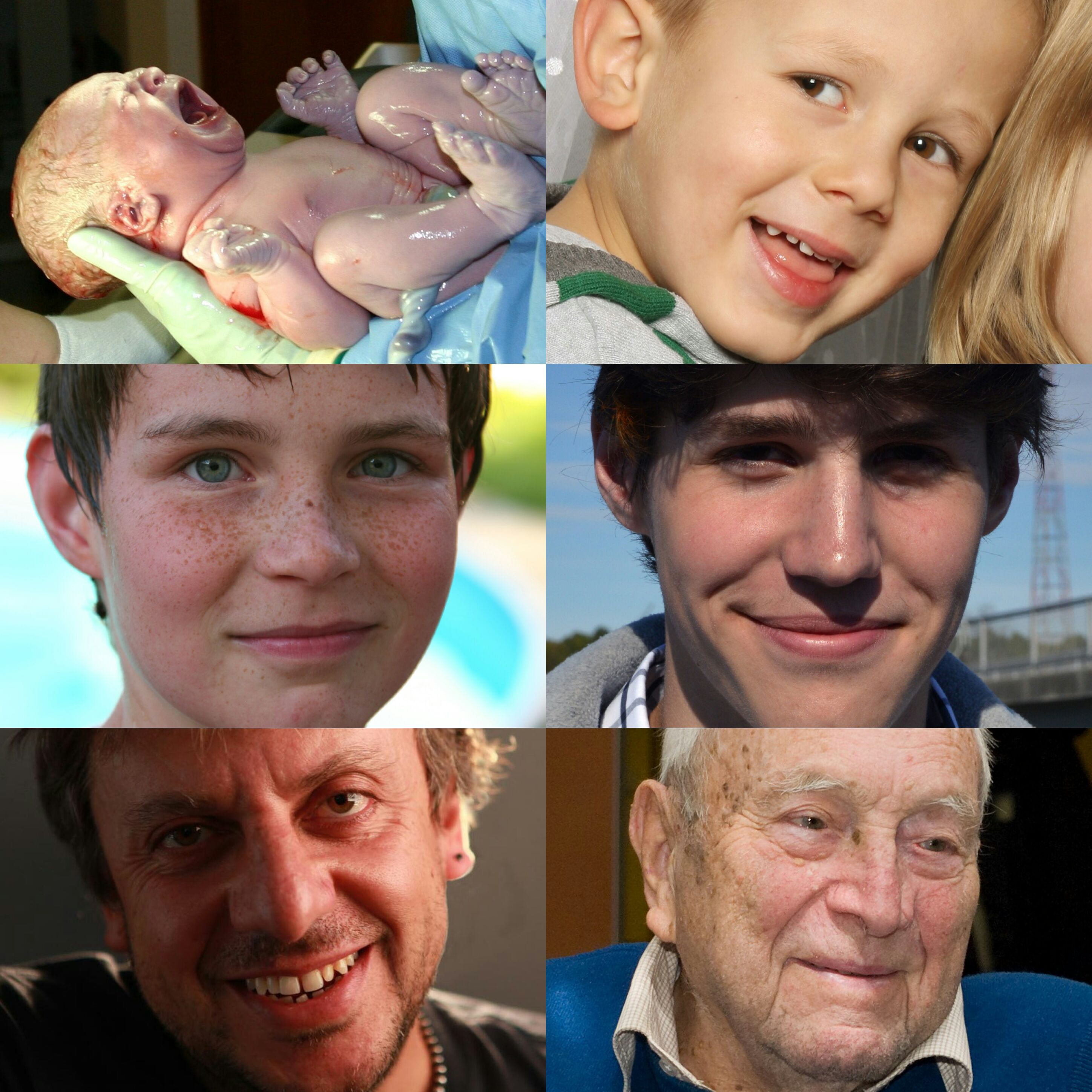
Lidský vývoj od dítěte po dospělost

Dospělost označuje stav jakéhokoli zralého organismu, ale obvykle referuje na člověka, který už není dále dítě nebo nezletilec a stává se ženou nebo mužem. Dospělost též přeneseně značí status, kdy lidé myslí víc racionálně nebo více konzervativně. Věda, která se dospělostí zabývá, se nazývá akmeologie.
Dospělý (adult) též znamená „nevhodný pro děti“, zvláštně v souvislosti se sexuálním chováním, např. zábava pro dospělé, video pro dospělé, časopisy pro dospělé, literatura pro dospělé atd.
Některé studie naznačují, že přechod do dospělosti zahrnuje emocionální strukturaci procesu odmítání. V tomto procesu je nutné vyrovnat se s vlastním chováním (zvláště v nepříjemných situacích) a též s chováním jiných.

## Věk
Legální věk pro určení dospělosti je od 16 do 21 let podle zákonů dané země. Některé kultury v Africe považují za dospělost věk 13 let, ale ve většině jiných civilizací je to věk mladistvý (dospívající - 13 až 18 let). Věkový limit dospělosti je ve většině zemí 18 let, výjimky tvoří:
- 19 let: Jižní Korea
- 20 let: Japonsko
- 21 let: Některé státy v USA.

Pojem dospělost typicky slouží jako obecné společenské kritérium pro umožnění určitého jednání dané osoby, ale toto je mezinárodně nekonzistentní, například v USA:
- možnost řízení automobilu už od 15 let, ale jen přes den, za světla, a dokonce jen pro ten účel, jízda do školy a zpět.
  - Trénink a jízdy po veřejných komunikacích v doprovodu instruktora nebo rodiče už od 14 let.
- možnost svatby od 18 let, ba i dříve, při svolení rodičů;
- možnost založení účtu v bance: od 18 let; možnost burzovních obchodů může být omezena, odložena pro dosažení vyššího věku.
- možnost pití alkoholu až od 21 let: striktně.

## Právo
Legálně (právně) dospělost znamená, že osoba může realizovat kontrakt (závaznou smlouvu). Stejný nebo jiný minimální věk může být aplikován např. k událostem (pravděpodobně různý věk pro různé události):
- rodičům končí rodičovská práva a povinnosti k dané osobě
- rodičům končí finanční odpovědnost k dané osobě
- zákonem jsou umožněny:
  - manželství
  - volby
  - zaměstnání
  - pití alkoholu
  - řidičský průkaz

Přístup mladé osoby na určité místo může být omezen pro nebezpečí pro tuto osobu nebo pro risk, že mladá osoba způsobí škodu (např. na výstavě křehkých předmětů). Nutno rozlišovat legalitu (zákonnost) úkonů mladé osoby a dovolení mladé osobě provádět daný úkon, např. prodejem, pronájmem, propagací, dovolením vstupu, účastí atd. Může existovat rozdíl mezi komerčním a sociálním dovolením. Někdy existuje požadavek kontroly zákonným opatrovníkem nebo jenom dospělým. Někdy neexistuje požadavek, jen doporučení.

### Alkohol
U konzumace alkoholu možno rozlišit:
- dovolení konzumovat uvnitř konzumního podniku (restaurace atd.)
- dovolení koupit alkohol
- dovolení konzumovat
- dovolení pro danou osobu prodávat alkohol mladým osobám
- dovolení pro danou osobu dát alkohol mladým osobám

### Erotické filmy
U prodeje filmů obsahujících erotiku, horor atd. možno rozlišit:
- dovolení pro danou osobu prodávat, půjčovat nebo zobrazovat mladým osobám film
- dovolení pro kino umožnit vstup mladým osobám atd.
- dovolení být přítomen u natáčení,
- dovolení být přímo účasten natáčení a vystupovat v erotické scéně filmu, pro soukromé účely, nebo i veřejnou produkci.